# Максимов, Николай Лаврентьевич
Никола́й Лавре́нтьевич Макси́мов (25 октября (6 ноября) 1880, Санкт-Петербург, Российская империя — 15 ноября 1961, Ницца, Франция) — капитан 2-го ранга Российского императорского флота (1913), участник обороны Порт-Артура (1904) и Первой мировой войны, Георгиевский кавалер; в 1918 году — контр-адмирал Украинского державного флота, с 1919 года участник — «белого» движения.

## Биография
Окончил Морской кадетский корпус (1901), водолазную школу (1908), военно-морское отделение Николаевской Морской академии (1912) и дополнительный курс той же академии (1913).

### Военная служба
В военную службу вступил в 1898 году гардемарином Морского кадетского корпуса, по окончании которого 06.05.1901 был произведен в мичманы.
Участник русско-японской войны, — на тот момент мичман, вахтенный офицер эскадренного броненосца «Пересвет». Участник обороны крепости Порт-Артур. За участие в боях на суше награждён пятью орденами, в том числе — орденом Святого Георгия 4-й степени.
Был произведен в лейтенанты, затем в 1910 году, за отличие по службе, в старшие лейтенанты. Служил на Балтийском флоте (1-й Балтийский флотский экипаж): командир миноносца «Прозорливый» (1908—1911), старший офицер крейсера «Паллада» (1913—1914), командир эскадренного миноносца «Бдительный» (апрель 1914—1916). 14 апреля 1913 года был произведен в капитаны 2 ранга, со старшинством в чине — с 14.04.1912. Участник Первой мировой войны. В 1916—1917 годах командовал канонерской лодкой «Гиляк».
В 1917 году служил в главном штабе Черноморского флота. Последний его чин в дореволюционном российском флоте — капитан 2 ранга. На 1916 год — был холост.

#### На службе УНР и Украинской державе
В начале 1918 года Максимов поступил на службу в Морское ведомство провозглашённой Украинской народной республики. Был произведен в капитаны 1-го ранга.
По состоянию на 24 апреля 1918 года капитан 1-го ранга Максимов был в составе комиссии для создания общих штатов украинского флота. С провозглашением гетманата Скоропадского, созданию национального флота стало уделяться гораздо больше внимания. Николай Максимов был одним из первых морских офицеров, который обратился к Гетману с конкретным планом по восстановлению нормальной деятельности флота.
5 мая 1918 года Максимов назначен товарищем (заместителем) министра по морским делам при Военном министерстве Украинской державы, фактически самостоятельно занимался всеми морскими делами.

Этот человек был искренне преданный своему делу и выбивался из сил, чтобы как-нибудь собрать остатки того колоссального имущества, которое ещё так недавно представлял наш Черноморский флот. Наша главная деятельность заключалась в том, чтобы добиться передачи флота нам, что и было достигнуто, к сожалению, лишь осенью и то на очень короткий срок. Пока же приходилось заботиться о возможном сохранении офицерских кадров и того имущества, которое так или иначе не перешло в другие руки.
— П. П. Скоропадский о Максимове.
10 мая 1918 года Максимовым была собрана комиссия по реформированию Морского министерства. 1 июня комиссией был представлен новый план строительства военно-морского флота Украины. Однако воплощению нового плана сильно мешали сложившиеся в тот момент на флоте обстоятельства.
Главным вопросом, который должен был как можно быстрее разрешён создаваемым министерством, стала проблема овладения Украиной кораблями Черноморского флота. Однако здесь обнаружилось противодействие союзного (германского) командования, которое надеялось использовать оказавшийся в их руках флот в собственных целях. Также, из-за несовершенного морского законодательства Центральной Рады (в июне было отменено), Украина поначалу не могла претендовать на весь флот.
17 июля 1918 года Николай Максимов утвердил новый военно-морской флаг УДФ, хотя сам он при этом оставался сторонником присвоения Украинскому флоту Андреевского флага. Летом 1918 года были утверждены новые униформы для украинского флота, в которой он и был запечатлен на единственной известной его фотографии.
Осенью 1918 года Максимов был удостоен чина контр-адмирала Украинского державного флота.
14 ноября 1918 года Морское министерство было восстановлено как отдельный, независящий от Военного министерства, ведомственный орган. Морским министром был назначен адмирал Андрей Покровский. Николай Максимов стал представителем министра в Одессе. Морское министерство действовало вплоть до свержения правительства Украинской державы в декабре 1918. За это короткое время министерство успело организовать комиссию по приемке Пинской речной флотилии, и добиться от правительства значительных ассигнаций на флот.
Однако в ноябре 1918 года в Чёрном море появляется многочисленный флот Антанты. Антанта занимала открыто враждебную позицию к Украинской державе как к германскому сателлиту. Высадив на юге Украины десант, Антанта 24 ноября овладела всем находящимся в Севастополе флотом, 26 ноября силами Антанты была занята Одесса. До этого, опасаясь вооруженного конфликта со своими бывшими союзниками, командующий Черноморским флотом В. Е. Клочковский уже приказал поднять вместо украинского флага «нейтральный» Андреевский.
В самой же Украинской державе после «федеративной грамоты» Скоропадского произошло антигетманское восстание. В гетманской армии произошёл раскол, началась "украинская гражданская война". Не обошёл стороной раскол и морское ведомство. После непродолжительной "гражданской войны", 14 декабря 1918 года Гетман отдал приказ о демобилизации защитников Киева от повстанцев и, отрёкшись от власти, эмигрировал в Германию.
Николай Максимов, будучи сам великороссом, открыто приветствовал федерацию Украинской державы с будущей демократической Россией, что исключало его участие в новосформированном (после победы Директории УНР) морском кабинете министра М. И. Билинского (Директория УНР не простила октябрьских заявлений Максимова что «его министерство уже полностью готово для перевода в Петроград»). После этих событий он беспрепятственно выехал в Крым, где участвовал в гражданской войне на стороне «белых» в составе ВСЮР.

### В эмиграции
В 1921–1922 годах Николай Максимов — в эмиграции в Германии, затем в Алжире. С 22.04.1930 — член алжирской группы российского ветеранского Военно-Морского союза.
Умер 15 ноября 1961 года в Ницце, Франция.

## Награды
- Орден Святого Станислава 3-й степени с мечами и бантом (28.08.1904)
- Орден Святой Анны 4-й степени с надписью «За храбрость» (01.11.1904)
- Орден Святой Анны 3-й степени с мечами и бантом (19.12.1904)
- Орден Святого Станислава 2-й степени с мечами (20.12.1904)
- Орден Святого Георгия 4-й степени (25.04.1905)
- Серебряная медаль «В память русско-японской войны» (1906)
- Медаль «В память 300-летия царствования дома Романовых» (1913)
- Офицерский крест «За Порт-Артур» (1914)
- Медаль «В память 200-летия морского сражения при Гангуте» (1915)

знаки отличия:
- Золотой знак в память окончания курса Морского кадетского корпуса (1910)
- Знак Морской академии (1912)